# ポール・コーナー
ポール・コーナー（Paul Kohner, 1902年3月29日 - 1988年3月16日）は、ボヘミア出身のユダヤ系映画プロデューサー、タレント・エージェントである。

## 経歴
1921年、頻繁にヨーロッパを訪れていたユニバーサル映画の設立者、カール・レムリの目に留まり渡米。ユニバーサルで広報や配給、制作などの業務に携わり、1928年にはヨーロッパにおけるユニバーサルの代表者となった。
1938年にはPaul Kohner Agencyを設立し、マレーネ・ディートリヒ、グレタ・ガルボ、ドロレス・デル・リオ、モーリス・シュヴァリエ、ビリー・ワイルダー、リヴ・ウルマン、ヘンリー・フォンダ、デヴィッド・ニーヴン、エリッヒ・フォン・シュトロハイム、イングマール・ベルイマン、ラナ・ターナーら多数の俳優の代理を務めた。同年にはEuropean Film Fundを設立、国を逃れたヨーロッパの映画制作者に資金援助を行った。

## 映画
- 1927: 猫とカナリヤ The Cat and the Canary
- 1929: Die seltsame Vergangenheit der Thea Carter
- 1929: Durchs Brandenburger Tor
- 1929: Frühlingsrauschen
- 1929: Ludwig der Zweite, König von Bayern
- 1931: Drácula（スペイン語版）
- 1932: The Rebel
- 1933: SOS Eisberg
- 1934: Der verlorene Sohn
- 1936: 結婚設計図 Next Time We Love
- 1979: Erich von Stroheim: Der Mann mit dem bösen Blick
- 1986: Fast ein Jahrhundert: Luis Trenker
- 1989: Wer war Arnold Fanck?